# Leioproctus imitator
Leioproctus imitator là một loài Hymenoptera trong họ Colletidae. Loài này được Rayment mô tả khoa học năm 1959.